# Siergacz
Siergacz – miasto w Rosji, w obwodzie niżnonowogrodzkim. W 2010 roku liczyło 21 386 mieszkańców.